# Helianthemum jonium
Helianthemum jonium är en solvändeväxtart som beskrevs av Charles Carmichael Lacaita, Amp; Grosser, Adriano Fiori och Beguinot. Helianthemum jonium ingår i släktet solvändor, och familjen solvändeväxter. Inga underarter finns listade i Catalogue of Life.